# ÖBB 1044
ÖBB Seria 1044 (actuala serie 1144) este o serie de locomotive electrice construite între anii 1976-1995, în două subserii (Subseria 1044.0 între 1977-1986 și Subseria 1044.2 între 1989-1995) pentru Căile Ferate de Stat ale Austriei, de către Simmering-Graz-Pauker, Brown Boveri⁠(d), ELIN Linz și Siemens Elektrik.
La intrarea în circulație erau cele mai puternice locomotive electrice din Austria, și locomotiva principală a ÖBB-ului până la sosirea Seriei 1016/1116 (Siemens ES64U2 Taurus). Sunt poreclite ”aspirator alpin” (în Germană Alpenstaubsauger) din cauza unor defecțiuni explicate mai jos.

## Istoric
După succesul locomotivelor ASEA 1043 (1971-1974) și a locomotivelor SGP 1042 (1963-1977), ÖBB a decis achiziționarea unor locomotive electrice produse în țară, care să folosească tehnologia tiristorizată, folosită pe locomotivele din Seria 1043. Primele două prototipuri au fost fabricate în 1976, ambele folosind structuri electrice diferite: 1044.01 folosea o structură cu 8 ”poduri” și 1044.02 folosea o structură cu 4 ”poduri”. Producția de serie a început în 1977, cu locomotiva 1044.03, folosind structura din al doilea prototip.
Chiar dacă acestea erau cele mai moderne locomotive folosite de către ÖBB la aceea vreme, în primii ani acestea au suferit defecțiuni din cauza problemelor de proiectare. În 1978, la primele locomotive s-au observat crăpături în roți, ducând la o retragere temporară a locomotivelor. În iernile din anii 1979, 1980 și 1981, o problemă de proiectare majoră s-a ivit: în timpul iernii, sistemul de ventilație obișnuia să tragă particule de zăpadă înăuntru locomotivei, care avaria echipamentele electrice. De aici și porecla de ”aspirator alpin”, care încă mai este folosită astăzi de către pasionați feroviari și mecanici de tren. Sistemul de ventilație a fost reparat la toate locomotivele, fiind montat din fabrică începând cu locomotiva 1044.74.
Până în 1987, prima subserie a fost completată, fiind fabricate 127 de locomotive. Începând cu 1989, o a doua subserie a fost introdusă, care a adus îmbunătățiri la design-ul locomotivei, printre care izolare fonică mai bună, osii modificate și transmisie diferită. 91 de locomotive au fost livrate din această subserie.
Doar 1 locomotivă din cele două prototipuri mai există astăzi. 1044.501, care a fost prima locomotivă de mare viteză din Austria. În timpul testelor, a atins o viteză de 241.25 km/h, după modificări majore, ulterior fiind limitată la 220 km/h. După 1996, a fost reconstruită într-o locomotivă normală, din cauza distrugerii sistemului de transmisie, care era livrat de la AEG, fiind foarte scump de reparat. În 2002 a fost scoasă din circulație, și astăzi așteaptă o posibilă restaurare. 1044.02 a fost casată după ce a fost folosită drept donator de piese.
Actuala clasificare de 1144 a apărut în urma unor reparații la subseria 1044.2 între anii 2002 și 2005, mai târziu și la subseria 1044.0 între anii 2009 și 2013. Aceste reparații au constat în adăugarea unui sistem push-pull, instalarea sistemului radio GSM-R, înlocuirea sistemului INDUSI I60 cu PZB 90, și re-dotarea sistemului SIFA (identic cu cel DSV din România). Această modernizare a fost aplicată și la locomotivele din seria 1042 (astăzi 1142) între 1995 și 1996.
Începând cu 2018, s-a dorit retragerea din circulație a celor mai vechi exemplare (care au o vechime de 40 de ani, introduse în perioada 1977-1978), dar momentan doar un exemplar a fost retras, care urmează să fie casat și folosit pentru a dona piese, sau să fie reparat pentru a extinde perioada sa de circulație.
În zilele noastre aceste locomotive sunt folosite pe toată rețeaua feroviară Austriacă, și în părțile de sud ale Germaniei. Uneori sunt închiriate operatorului RCC Cargo Germany, pentru a fi folosite până la Bremerhaven. Toate locomotivele poartă schema de vopsire roșu-gri, introdusă în anii 1990, cu excepția a 3 locomotive: 1144.40 poartă schema de vopsire din anii 1970 în portocaliu-Jaffa cu dungă albă și logo-ul folosit între 1974-2004, cunoscut ca ”Pflatsch”, iar locomotivele 1144.092 (logo Pflatsch) și 1144.117 (logo ÖBB actual) poartă schema de vopsire ”Schachbrett” introdusă în anii 1980.

## Accidente și incidente
Pe data de 11 august 1995, trenul InterCity Viena-Lindau a deraiat în localitatea Braz⁠(d) între Innsbruck și Feldkirch, după ce un pod a fost luat de ape după o furtună, urmată de o inundație. Trenul era tractat de către 2 locomotive: o locomotivă din seria 1044 și o alta din seria 1042. 3 oameni au murit iar alți 100 au fost răniți după ce trenul cu cele 2 locomotive și 3 vagoane a căzut în pârâu, iar un al patrulea vagon s-a răsturnat dar a rămas lângă șine.

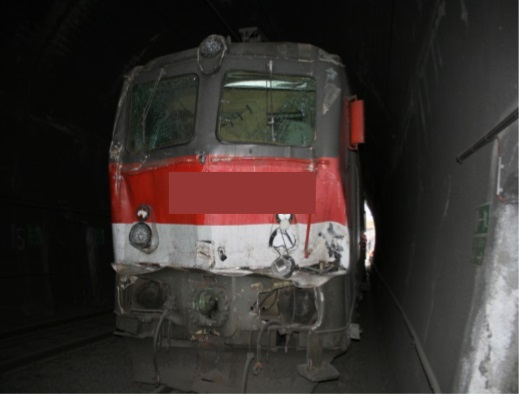
Locomotiva 1144 282 în urma accidentului de la Breitenstein, Semmering

Pe 12 decembrie 1995, un tren InterRegio Innsbruck-München s-a ciocnit de o ramă electrică panoramică a DB-ului (seria ET 91, ultimul exemplar care mai exista la aceea vreme) în gara Garmisch-Paternkirchen. Locomotiva 1044 235 a fost reparată dar rama electrică DB seria 491 (fosta DRG seria ET 91) a fost grav avariată, iar în urma acestui accident nu va mai putea să circule vreodată, deoarece boghiul-motor a fost distrus.
Un incident minor a avut loc în gara Viena-Kledering pe 17 noiembrie 2001, unde o locomotivă 1044 care efectua manevre a trecut un semnal pe roșu, după care a lovit un tren Regio care intra în gară. 6 persoane au fost rănite.
Pe 10 februarie 2014, două locomotive Siemens ES64F4 s-au decuplat de la un tren RO-LA în gara Brennero, de unde 1144 281 care era folosită drept împingătoare la acest tren a plecat la vale, unde a deraiat după ce a intrat pe o linie înfundată, de unde a căzut de pe terasament, lovind o clădire. Nimeni nu a fost rănit, și locomotiva a suferit pagube ușoare. O tragedie mai mare a fost evitată deoarece dacă trenul ar fi plecat pe linia principală, acesta ar fi lovit un alt tren sau ar fi deraiat într-o curbă.
Pe 1 decembrie 2015, 1144 282 a fost chemată să acționeze ca împingătoare după ce un tren cu containere a rămas blocat pe linia Semmering, din cauza declivității mari. Trenul însă a plecat la vale, în neștiința mecanicilor la bordul locomotivei, care s-a izbit de trenul care a plecat. 14 vagoane au deraiat, 2 într-un tunel, iar cabina locomotivei a fost zdrobită de un container, rănind mecanicul de tren din cabină.

## Galerie

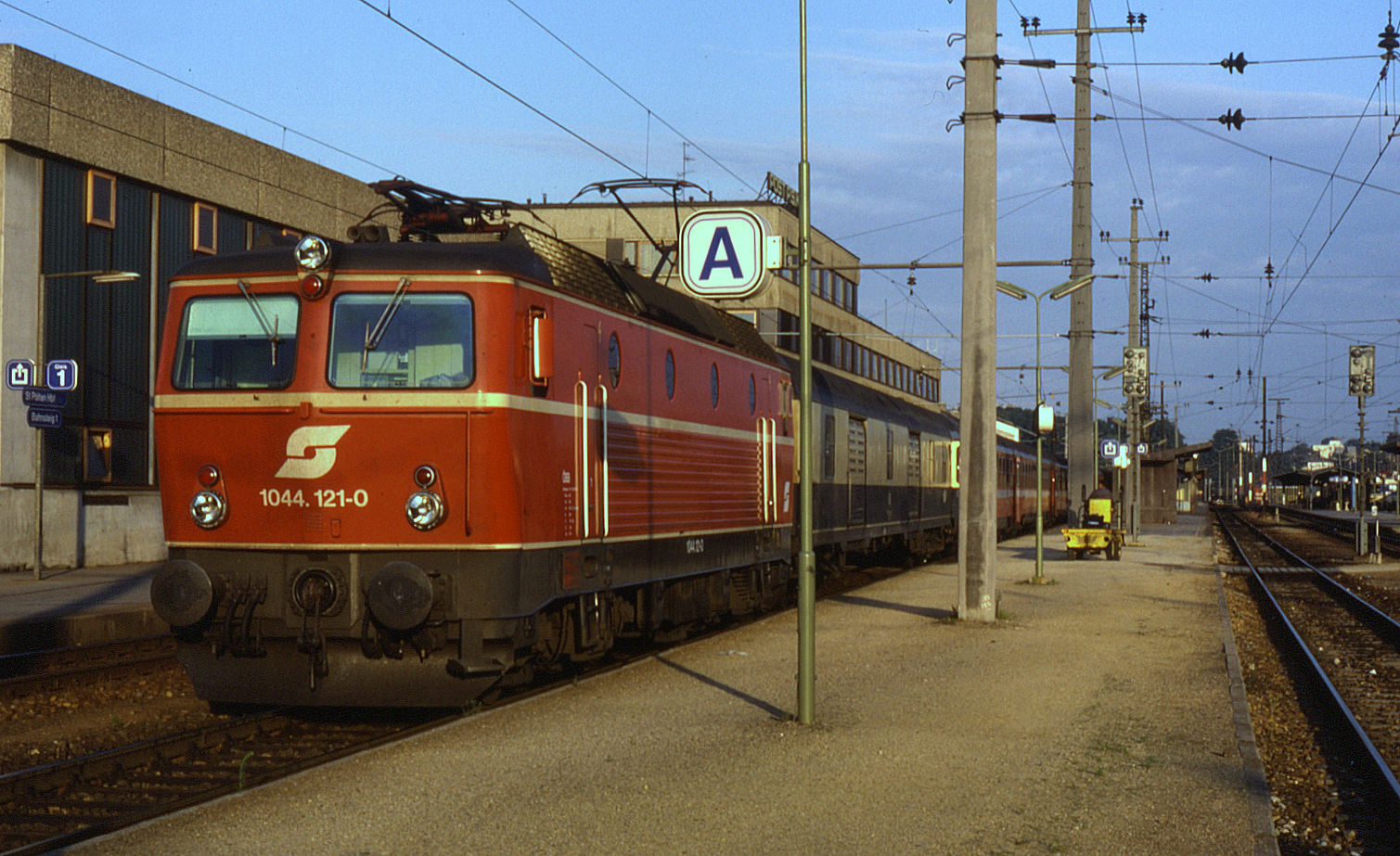
1044.121 la St Pölten, în schema de vopsire tipică a aniilor 1980, 1988
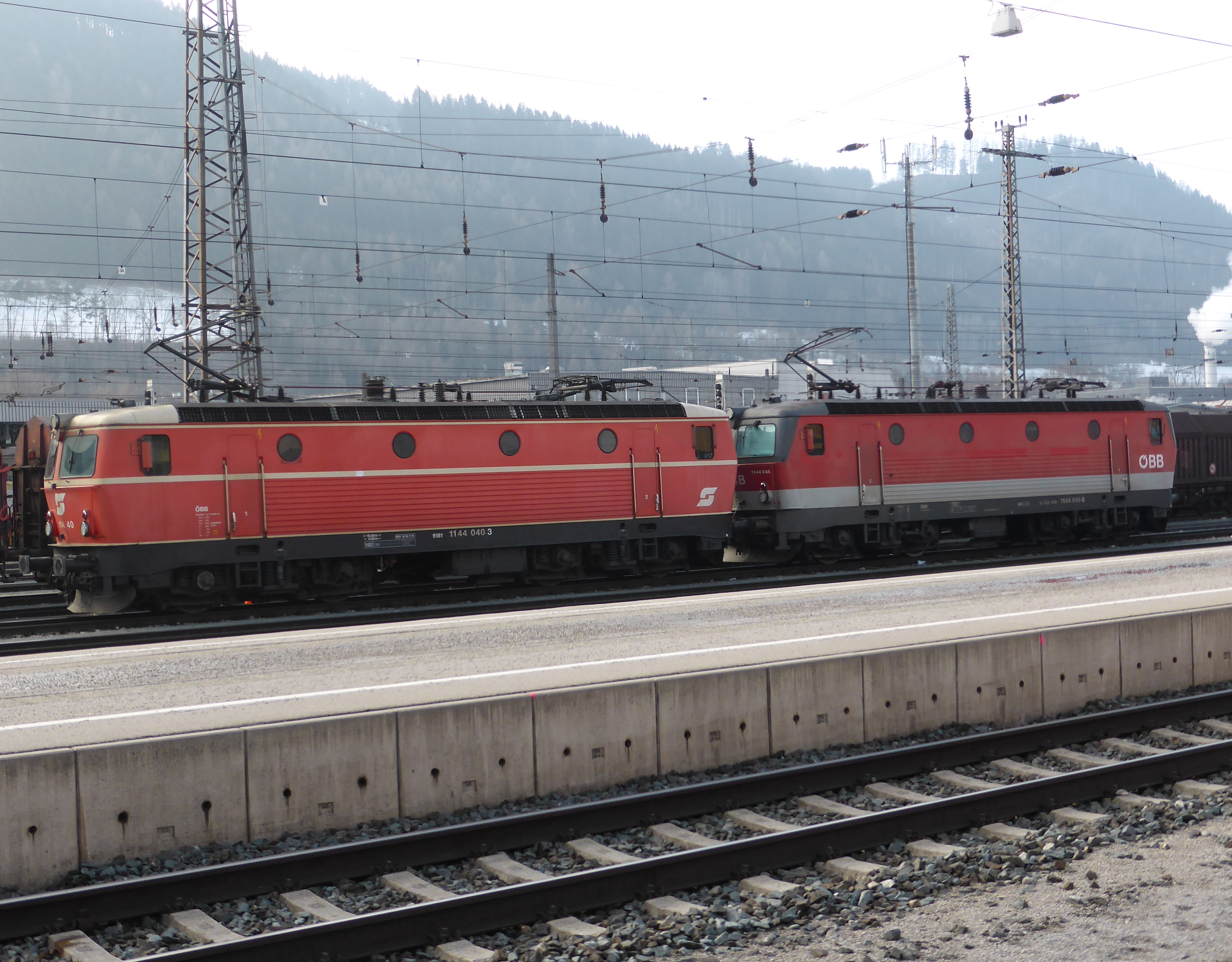
1144.40 și 1144 046 în gara Hall-in-Tirol, se observă cele 2 scheme de vopsire diferite, 2017
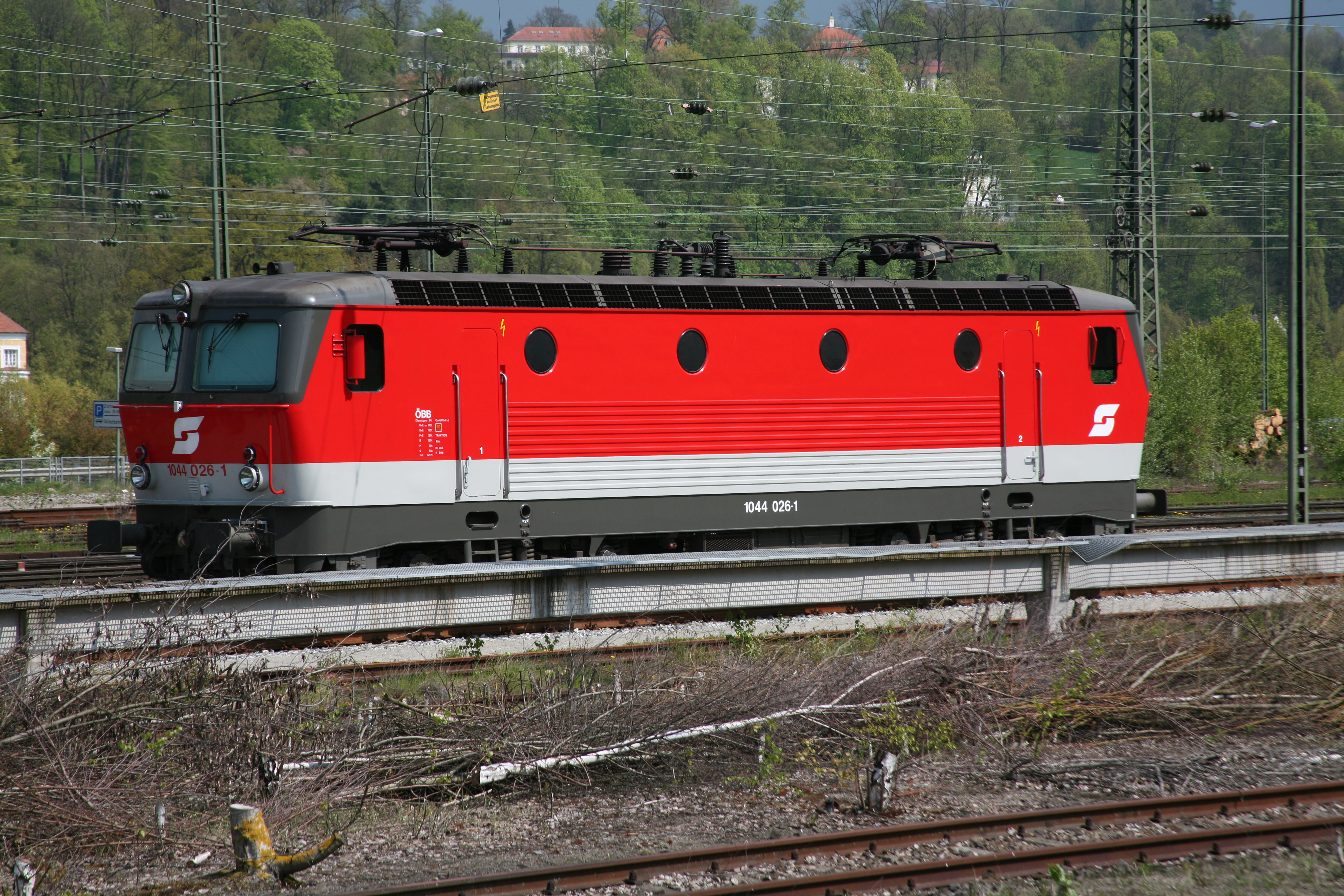
1044 026 la gara Passau din Germania, 2006
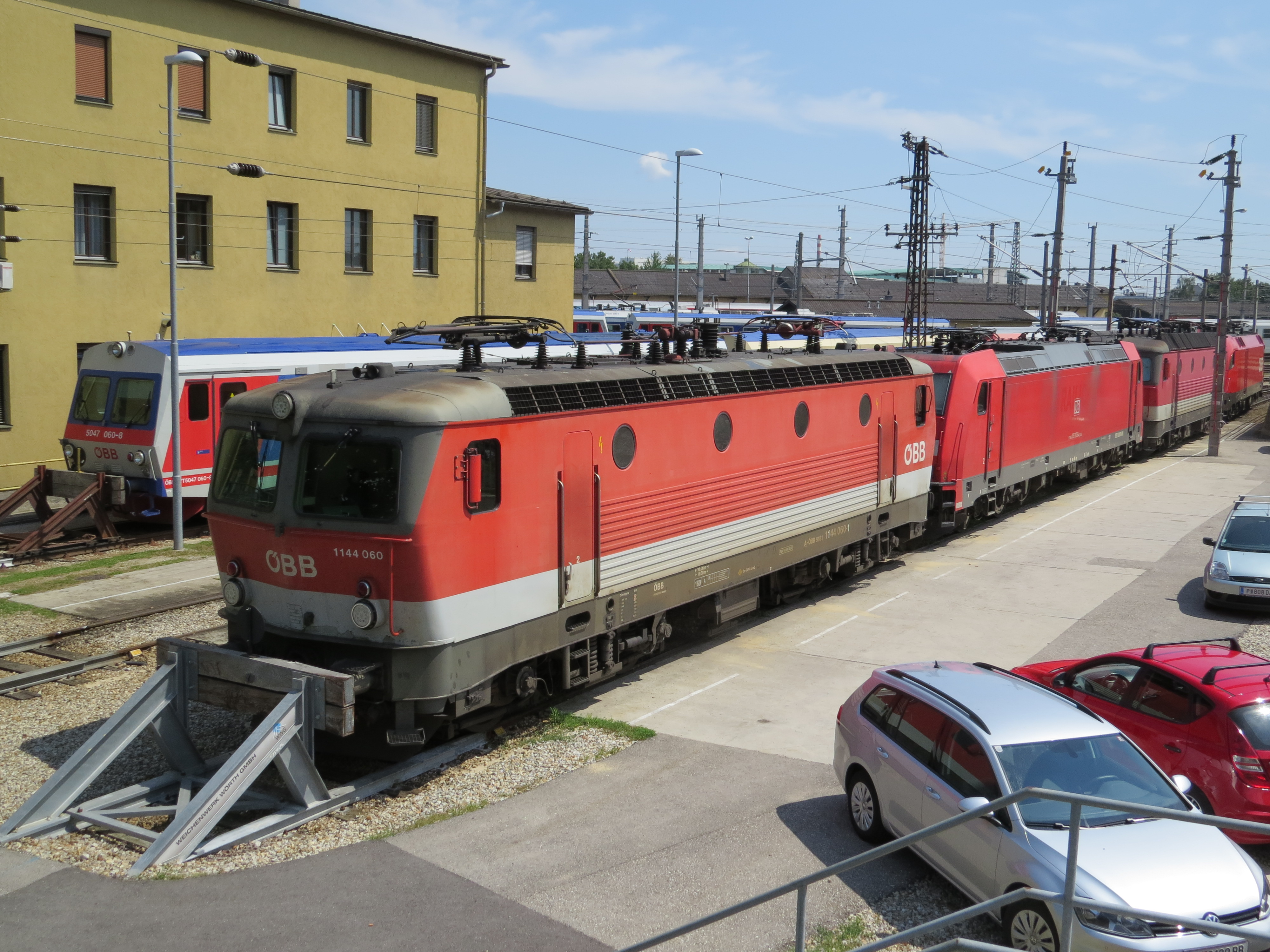
1144 060 remizată la St Pölten, 2018